# Castell d'Alferce
El Castell d'Alferce, oficialment conegut com a Jaciment Arqueològic del Turó del Castell d'Alferce, i també com a Castell de Pedra Branca, és un monument situat a la freguesia d'Alferce, part del municipi de Monchique, a l'Algarve, a Portugal. Correspon a un antic castre de l'edat del bronze, que fou transformat en una fortalesa durant el domini musulmà. El castell fou classificat com a Lloc d'Interés Públic el 2013.

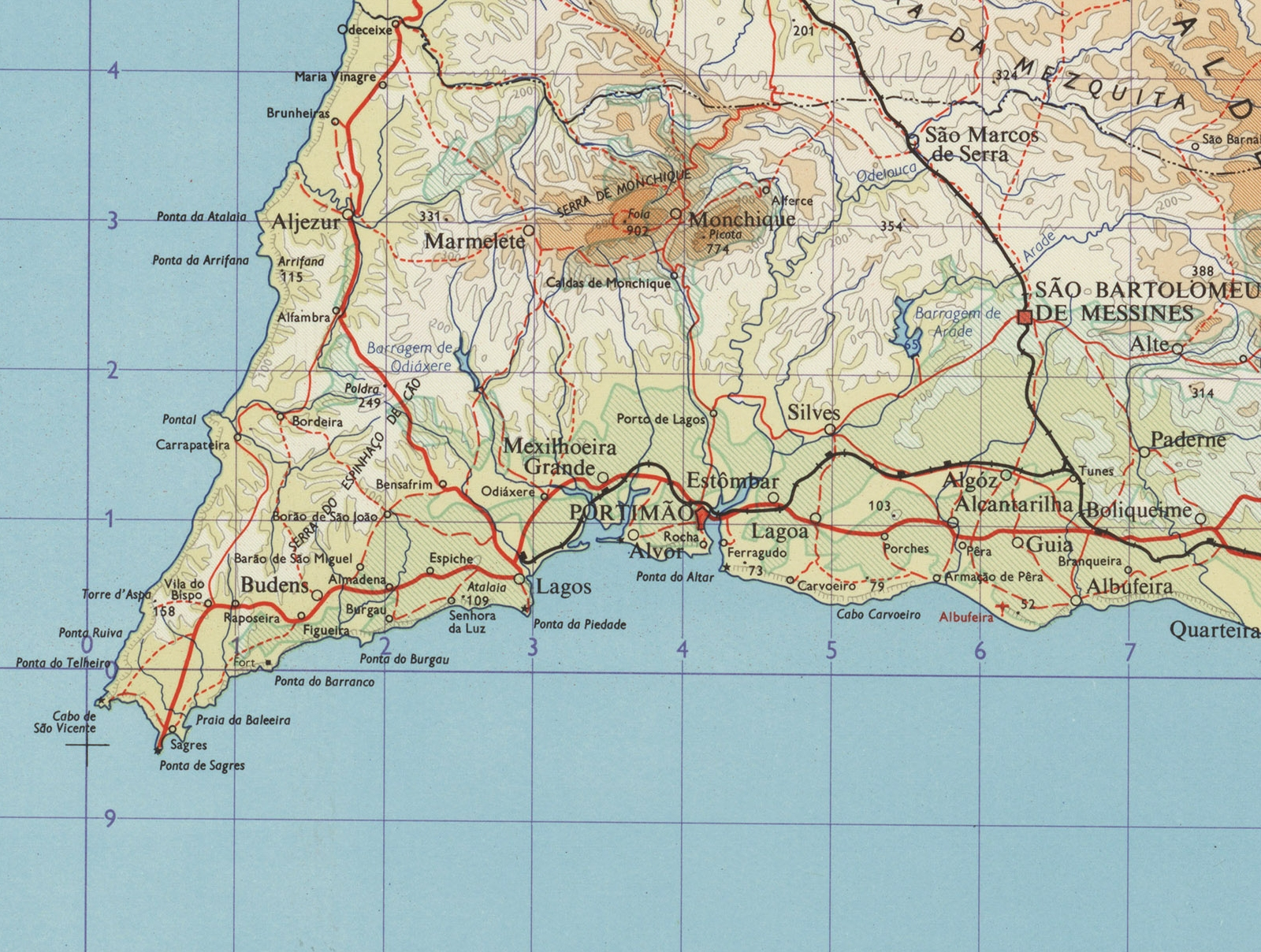
Mapa del Barlavento algarvio el 1965. El castell d'Alferce és a 2 km al sud del llogaret del mateix nom, en un punt que permetia vigilar tant la serra com el litoral

## Descripció

### Situació
El castell és a 1 km de distància del llogaret d'Alferce, dalt del turó denominat Cerro do Castelo.(1) El turó té 488 m d'alçada i bones condicions de defensa, i possibilitava la vigilància d'una gran extensió de territori, incloent-hi Picota, la faixa litoral, les carreteres de Silves a Monchique, i la conca de l'Odelouca. S'arriba al jaciment arqueològic per la carretera municipal 1073.(3)
El castell tenia tres muralles de dimensions diferents. (1) Junt al límit sud de la muralla, a l'interior, hi ha un edifici residencial modern. (3) La tercera muralla és un reducte fortificat al centre del turó, un qasr o alcàsser, situat a 3 o 4 m de la segona muralla. També dins el recinte de la segona muralla hi havia una zona residencial, identificada per les restes de ceràmica.(1) Segons Fábio Capela, arqueòleg de la Cambra Municipal de Monchique, el fet d'arrebossar les parets del fort serviria per a destacar enmig del paisatge, i reforçar la idea del poder militar dels Omeies.
L'alcàsser tenia una forma pentagonal, amb sis torres annexes a les muralles.

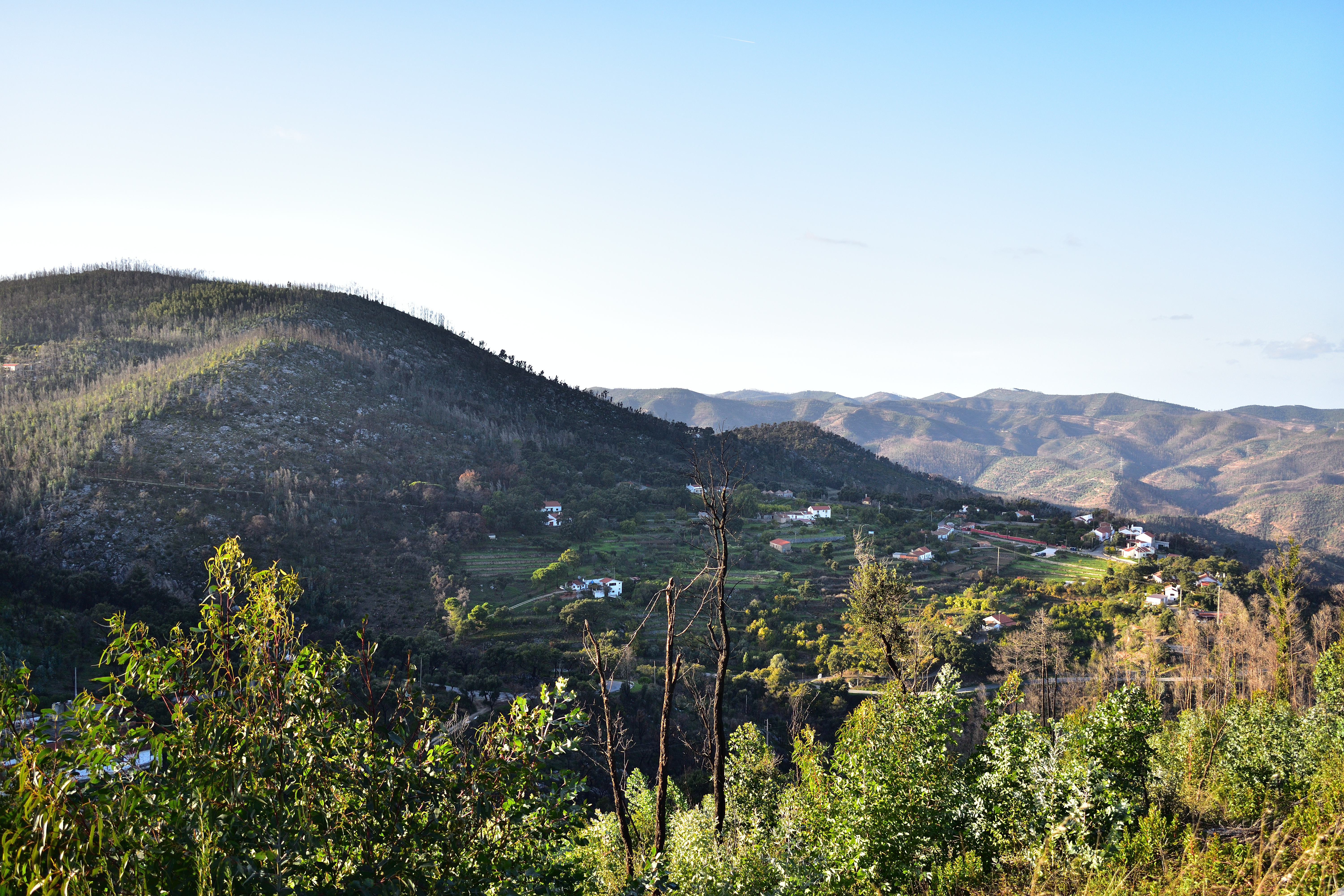
Zona nord del castell d'Alferce. El poble de la dreta és Alto de Baixo

### Troballes
Al castell d'Alferce es va replegar un ventall arqueològic de períodes diferents, i en destaquen dotze artefactes lítics al cim del pujol, identificats com a tres polidores, dues destrals de pedra polida, dos molins manuals, dos percussors, i una làmina.(3) També s'hi trobaren peces de ceràmica, algunes del segle x, del període Omeia.(7) Van ser igualment recollides parts de teules de mitjana canya al nord de la segona muralla, i això pot indicar la presència d'estructures a la zona fora dels murs.(3) També es descobriren ací i a la banda nord del turó alguns fragments de ceràmica de fabricació més basta, probablement d'abans del període islàmic, revelant que l'ocupació humana durant la prehistòria recent podria haver estat no sols al costat oest, com es pensava anteriorment.(3)

### Conservació
El Jaciment arqueològic del Turó del Castell d'Alferce fou classificat com a Lloc d'interés públic per l'ordenança núm. 429-A/2013, de 28 de juny, publicada en el Diário da República núm. 132, Sèrie II, de 28 de juny de 2013.(1)

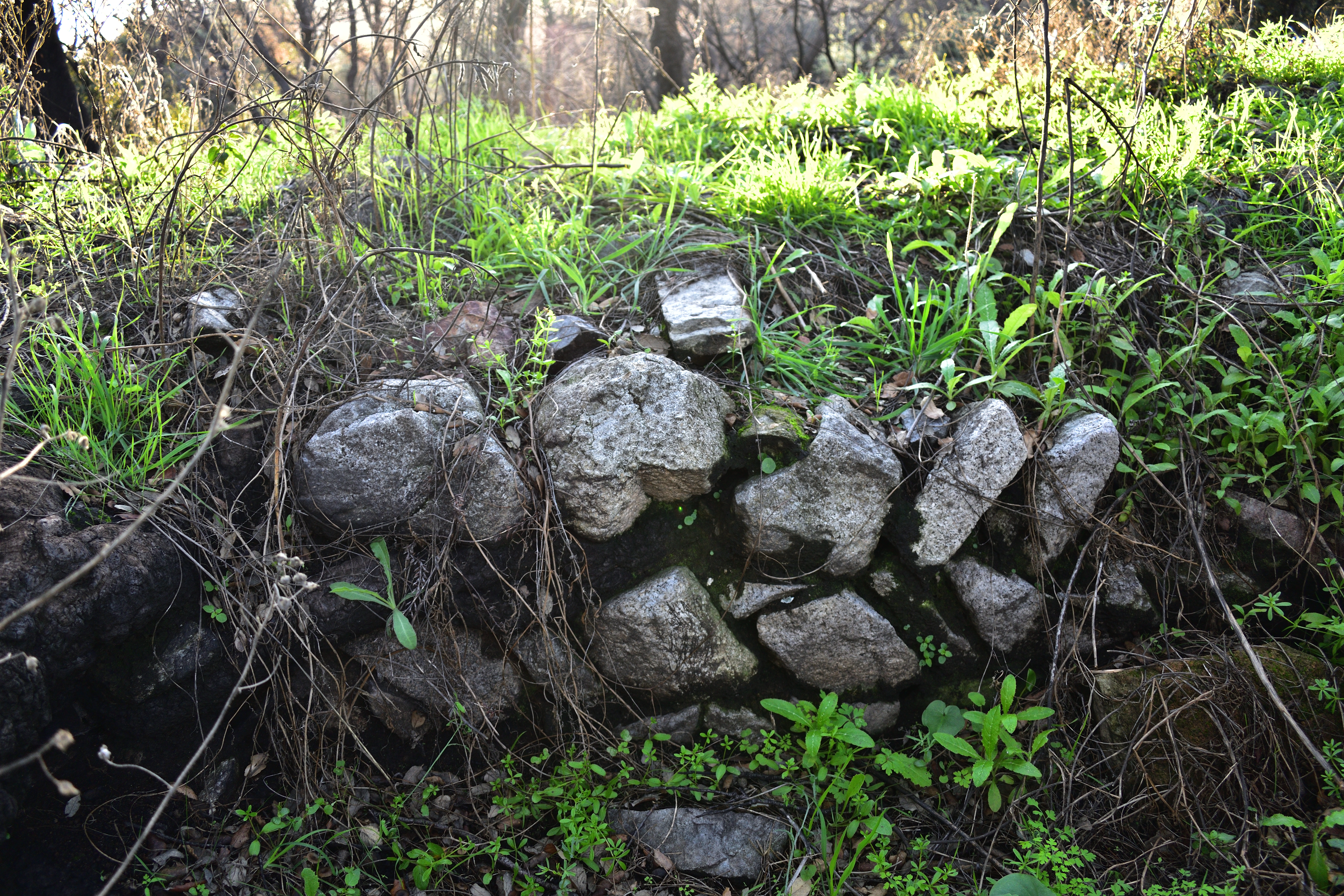
Vestigis d'una muralla, amb disposició de les pedres en el sistema d'espina de peix

## Història

### Ocupació originària
L'ocupació del Castell d'Alferce es feu sobretot en dos períodes distints, primer durant la prehistòria, i després entre els segles IV i XI.(1) La primera fase d'ocupació remunta al final de l'edat del bronze, des dels finals del segon mil·lenni ae fins al primer quart del segle I, i era un poble fortificat d'una certa importància en l'àmbit polític.(1) No obstant això, és possible que el lloc estigués ja habitat anteriorment, des del període Eneolític, entre els tercer i segon mil·lennis ae.(5) En la freguesia d'Alferce també s'han trobat altres indicis de presència humana durant la prehistòria, en concret un conjunt de sepultures junt a la població que remunten al Neolític i a l'edat del bronze.
La segona fase comença en el segle v i va acabar amb l'abandó del castell, en els segles X o XI; es pot subdividir en dos períodes, un corresponent a l'antiguitat tardana i al Regne visigot, i un altre al domini musulmà.(4) El castre es construiria durant el segle v, durant el procés de poblament de la zona que es va iniciar a finals del segle IV, i després s'aprofitaria com a hisn, o recinte fortificat islàmic, a partir del segle VIII.(1) La segona cintura de muralles es construiria durant el segle IX, i és més antiga que el recinte central, que s'ha considerat de la segona meitat del segle x, del període Omeia. Aquest fort serviria de suport al Castell de Silves, formaria part del grup de les fortificacions del Califat de Còrdova a l'Algarve, entre els segles x i xi, que inclou també el Castell Vell de Alcoutim i el Castell das Relíquias. Efectivament, des de la seua posició permetia vigilar les ribes d'Odelouca i Monchique, que en el passat eren eixos de transport entre la zona muntanyenca i el litoral, i una de les principals vies d'accés a Silves, situació semblant a la de Castelo Belinho, situat a la rodalia d'aquella ciutat.(3) Segons Fábio Capela, la seua construcció, damunt estructures defensives anteriors, i arrebossada amb calç per ser més visible de la distància, seria un símbol del poder militar de la dinastia Omeia.(7)
El Castell d'Alferce pot haver estat referit en documents islàmics com a Munt Šāqir, descrit com una muntanya amb bones defenses i propera a l'oceà, ocupada per rebels d'origen muladí i amazic en dos períodes distints, durant el segle ix.(3) El castell pot haver estat igualment habitat durant l'època romana: l'investigador Joaquim Botto registrà la presència d'una capa de vestigis lusoromans, entre els estrats neolítics i islàmics. Els vestigis d'aquell període a Alferce són molt rars, i consisteixen només de diversos fragments de ceràmica dispersos a la zona del Cerro do Mourão, al sud del castell. No obstant això, a les termes de Caldas de Monchique, situada a la rodalia, es trobaren importants indicis de presència romana, que ja hi tenien un establiment per aprofitar les propietats curatives de les aigües.
Una volta abandonada la fortalesa, les pedres de les estructures foren a poc a poc enretirades i només en restaren parts de les muralles, les bases de les torres, i una cisterna.(5) Aquest procés de destrucció també fou causat per sismes, activitats agrícoles, vandalisme i excavacions clandestines, i s'intensificà al llarg del segle xx. Per exemple, part del segment nord de la muralla de l'alcàsser s'esfondrà durant la construcció d'un camí d'accés a un edifici rústic.(3)

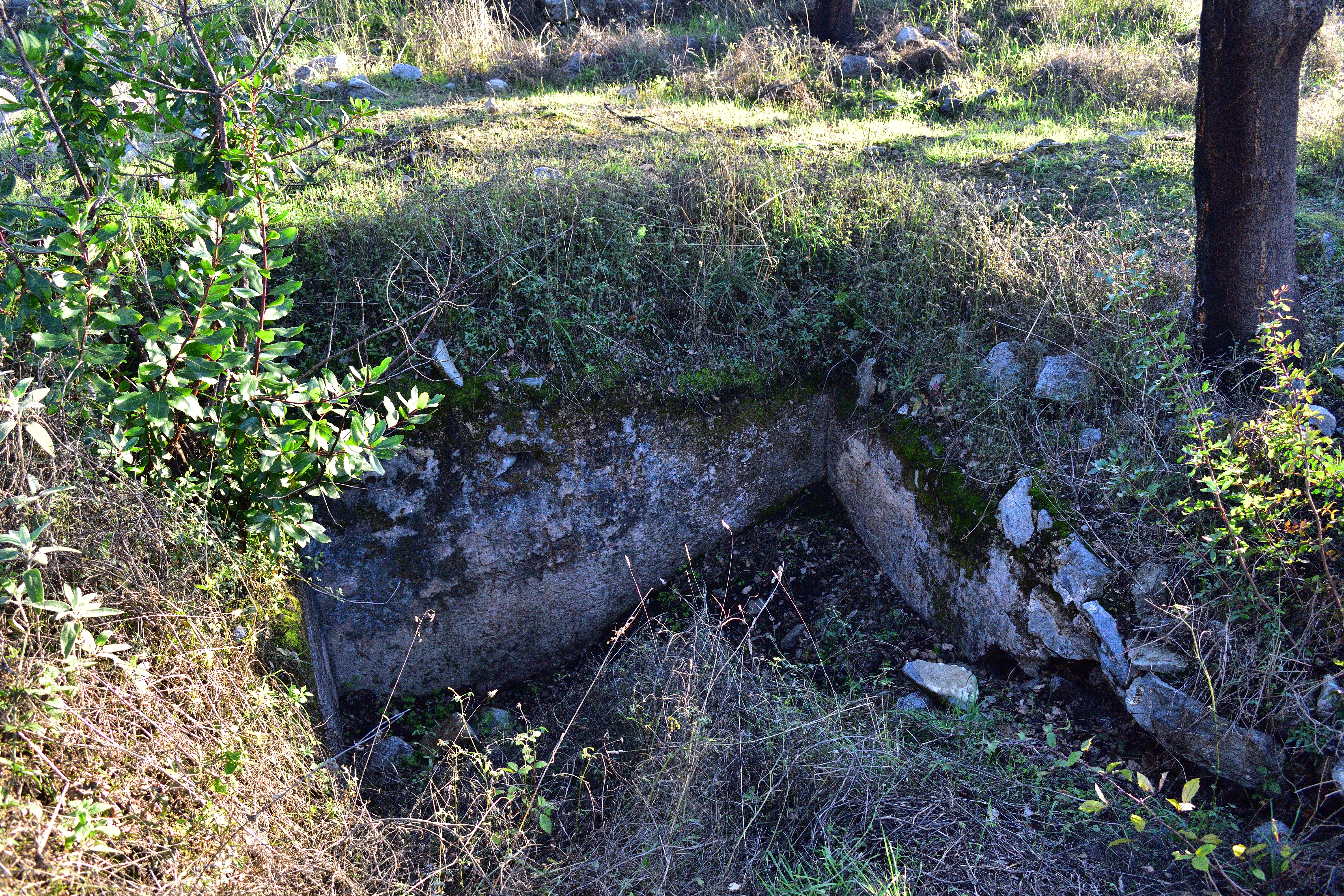
Restes de la cisterna, dins l'alcàsser islàmic

### Redescoberta

#### Segles XVIII i XIX
El castell ja era conegut almenys des del segle xviii, i se n'ha trobat una referència en el Diccionario Geographico del pare Luís Cardoso, editat entre 1747 i 1751, i copiada per A. Mesquita de Figueiredo:
| «                                                       | Dalt d'aquest indret, a un tret d'espingarda cap al nord-est, hi ha un castell arruïnat, que mostra haver tingut grans edificis, i era del temps dels Moros. | » |
| — Luís Cardoso, Diccionario Geographico, Tom I, p. 277. | |   |

En la seua obra Glossario critico dels principaes monuments del Museu Archeologico infant D. Henrique, publicada al 1899, el canonge Joaquim Botto va anotar que el prior d'Alferce, Cabrita Neves, havia ofert al Museu de Faro dues peces del període prehistòric, trobades al lloc del Castell, que consistien en una eina i un petit got de ceràmica.(11) Joaquim Botto va relatar que s'hi havien trobat tres capes d'ocupació; la més profunda, a cinc metres, del Neolític, coberta de restes lusoromanes, que tenien a sobre edificis del període islàmic.(11) També es trobaren grans fragments de ceràmica en la propietat de João dos Santos, al lloc del castell, i algunes d'aquestes peces es preserven al Museu de Faro. Foren descrites per Joaquim Botto com vasos de producció prou primitiva, en fang poc cuit amb vestigis d'anses rudimentàries.(16) Altres fragments pertanyien a un pes de teler, amb senyals de desgast per l'ús.(16) El vas ofert pel prior d'Alferce també havia estat produït en fang, i mostrava haver estat polit a mà.(16)

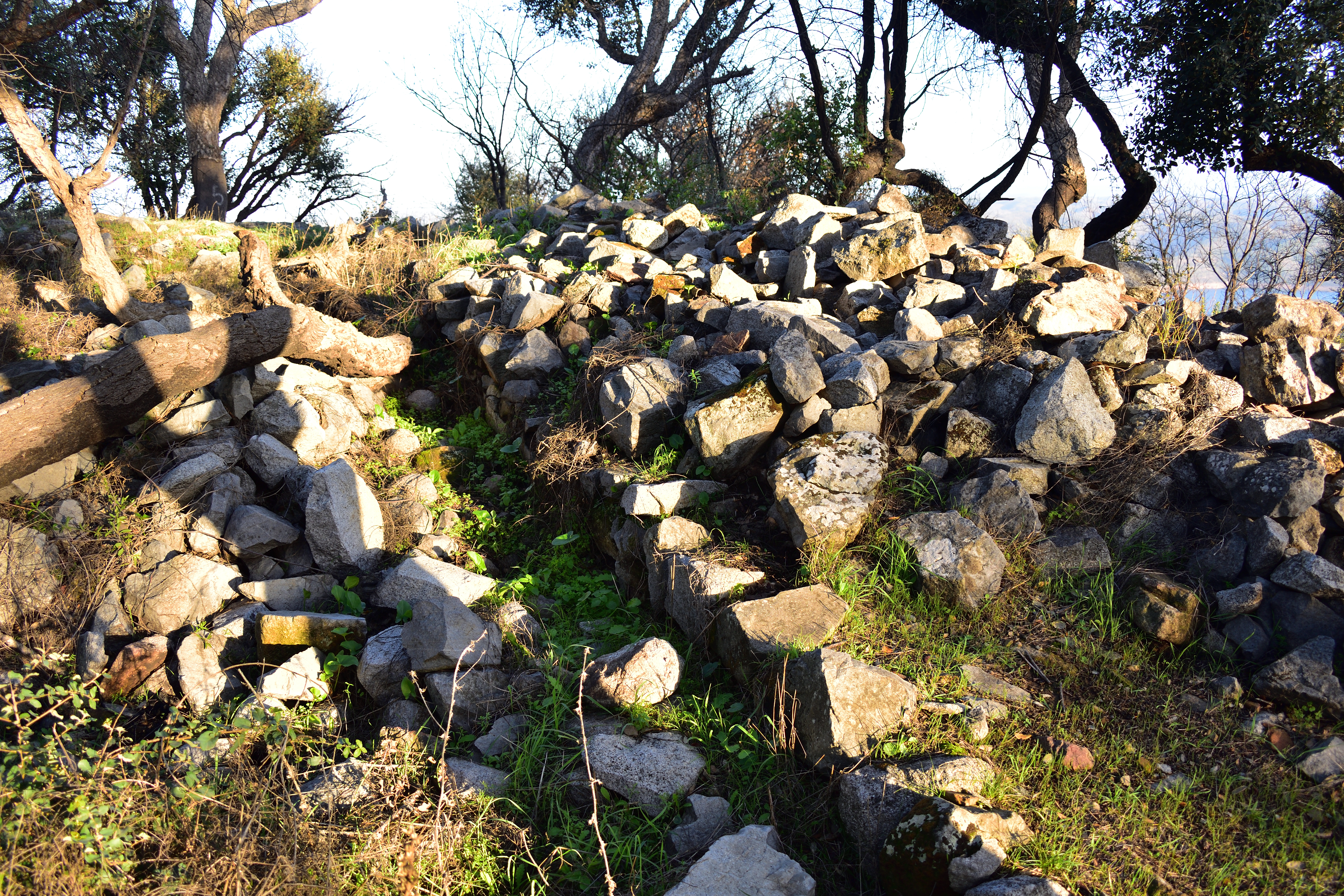
Vestigis d'una muralla; al fons a la dreta la presa d'Odelouca

#### Segle XXI

##### 2002 a 2016
El 2002, es feren treballs arqueològics al jaciment: sondatges en l'àmbit del programa Guerra, poblament rural i hàbitat fortificat (segles X - XIII), sota la responsabilitat de Mathieu Grangé, i una operació de relocalització per part de la divisió de Silves de l'Institut Portugués d'Arqueologia.(4) El 2004, s'hi feren excavacions per un equip d'arqueòlegs francesos i belgues al castell.(8) S'hi veié que l'alcàsser era pentagonal i no quadrat, com s'havia representat en els mapes més antics, i s'identificaren tres torres d'angle.(3) El 2012 s'hi estudià el castell, com a part d'un programa per a estudiar la prehistòria recent i la protohistòria de la Serra de Monchique, havent estat investigada la plataforma del costat oest, al cim del pujol, on ja havien estat recollits vestigis de l'edat del bronze.(4) Hi aparegueren troballes de ceràmica de l'edat del bronze mitjà, però cap del final d'aquell període, ni de l'edat del ferro ni de l'era islàmica; per tant, en aquell costat del cim, junt al tercer recinte de muralles, podrà haver existit un llogaret de l'edat del bronze mitjà.(4)

##### 2017 a 2020
A l'agost de 2017, un equip d'arqueòlegs dirigit per Fábio Capela feu dos sondatges a la cara interna del segon recinte emmurallat, en la zona de l'alcàsser, i en una plataforma a l'oest d'aquell fort, i s'hi trobaren vestigis d'ocupació prehistòrica.(5) També es va constatar que la muralla passà per un procés de destrucció, tal vegada durant el període omeia, i s'hi descobrí un gran nombre de fragments de ceràmica, alguns de forma articulada, i part de la mateixa peça.(6) En el segon sondatge aparegueren restes prehistòriques, incloent-hi ceràmica del segon mil·lenni ae.(6)(14)
A l'estiu de 2018, la zona del castell d'Alferce va patir un incendi forestal, que devastà gran part del municipi de Monchique. No obstant això, la destrucció de la capa vegetal, que al llarg dels anys havia crescut descontrolada, possibilità la realització d'investigacions arqueològiques en diversos monuments del municipi, incloent-hi el castell d'Alferce.(17) També s'hi descobriren vestigis de ceràmica probablement preislàmica.(3) 
El 9 de setembre de 2019, un grup d'investigadors alemanys de la Universitat de Marburg, coordinats pel professor Felix Teichner i recolzats per Fábio Capella, comença una recerca de les ruïnes del castell. Felix Teichner Aquesta investigació tenia dos objectius principals, trobar possibles estructures prehistòriques i estudiar l'arquitectura del fort islàmic i del segon cinturó de muralles.(14) Les investigacions de 2019 van tenir importants resultats: se'n trobà una nova torre, i es descobriren més detalls sobre la segona línia de muralles, que presenta una forma pentagonal, en comptes de quadrada, com es creia.(8)

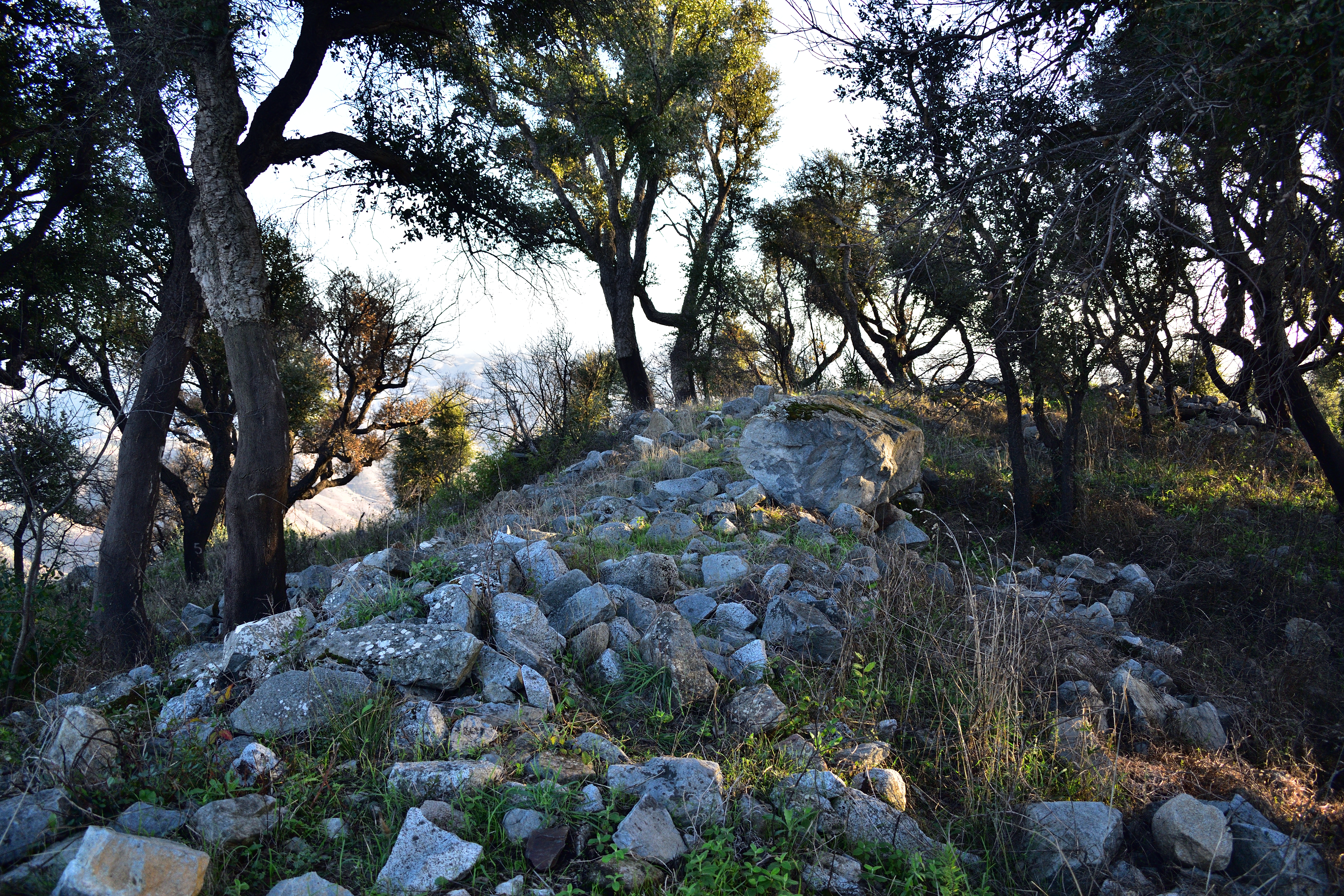
Vestigis d'una muralla

El gener de 2020, el jaciment arqueològic estava totalment insert en terrenys privats, amb un edifici residencial al límit sud de la zona d'intramurs.(3) El maig d'aquest any, l'ajuntament Monchique donà a la Direcció General del Patrimoni Cultural el programa d'investigació plurianual d'arqueologia De la Prehistòria Recent al Medieval Islàmic: antigues ocupacions humanes al Turó del Castell d'Alferce. Aquest pla, en què cooperava la Universitat de l'Algarve, la Universitat d'Évora, el Camp Arqueològic de Mértola, la Junta de Freguesia d'Alferce i la Direcció Regional de Cultura de l'Algarve, volia estudiar el jaciment i la zona on es troba.
Els treballs arqueològics començaren l'agost d'aquest any, centrats només en el primer recinte emmurallat.(19) Durant els treballs es desenterrà l'aljub, i se'n trobaren fragments de ceràmica a l'interior, molt probablement de teules que formarien una volta sobre aquella estructura.(7) El president de la cambra, Rui André, afirmà que s'havia aprovat una candidatura de Monchique al programa PARE - Pla d'Acció de Desenvolupament de Recursos Endògens.(7)